# Bernard Laidebeur
Bernard Laidebeur (ur. 11 lipca 1942 w Paryżu, zm. 21 kwietnia 1991 tamże) – francuski lekkoatleta (sprinter), medalista olimpijski z 1964.
Był członkiem francuskiej sztafety 4 × 100 metrów, która w składzie: Paul Genevay, Jean-Louis Brugier, Laidebeur i Jocelyn Delecour ustanowiła 18 lipca 1964 w Annecy rekord Europy czasem 39,2 s.
Zdobył brązowy medal w sztafecie 4 × 100 metrów na igrzyskach olimpijskich w 1964 w Tokio (sztafeta biegła w składzie: Genevay, Laidebeur, Claude Piquemal i Delecour). Na tych samych igrzyskach startował również w biegu na 100 metrów, ale odpadł w ćwierćfinale.
Był mistrzem Francji w biegu na 100 metrów w 1964.
Trzykrotnie poprawiał lub wyrównywał rekord Francji w sztafecie 4 × 100 metrów do wspomnianego wyżej wyniku 39,2 s 18 lipca 1964 w Annecy.